# Exercicis d'estil
Exercicis d'estil (Exercices de style) és una obra de Raymond Queneau publicada el 1946, seguint l'experimentalisme del corrent del nouveau-roman. Es tracta d'explicar una història aparentment anodina de les màximes formes possibles (n'escull 99 variants), en un joc literari que parteix de la restricció i dificultat per crear art (fet que esdevindrà comú en l'Oulipo posterior).
| Anotacions              | Negativitat        | Afèresis      | Parcial                                      | Lipograma              | Botànic       |
| Per partida doble       | Animisme           | Apòcopes      | Sonet                                        | Anglicismes            | Mèdic         |
| Lítotes                 | Anagrames          | Síncopes      | Olfactiu                                     | Pròstesis              | Injuriós      |
| Metafòricament          | Distinguo          | Jo és que     | Gustatiu                                     | Epèntesis              | Gastronòmic   |
| Retrògrad               | Homotelèutons      | Exclamacions  | Tàctil                                       | Paragoges              | Zoològic      |
| Sorpreses               | Carta oficial      | Llavors       | Visual                                       | Parts de l'oració      | Impotent      |
| Somni                   | Nota de premsa     | Ampul·lós     | Auditiu                                      | Metàtesis              | Modern style  |
| Pronosticacions         | Onomatopeies       | Vulgar        | Telegràfic                                   | Per davant per darrera | Probabilista  |
| Sínquisis               | Anàlisi lògica     | Interrogatori | Oda                                          | Noms propis            | Retrat        |
| L'arc de Sant Martí     | Insistència        | Comèdia       | Permutacions per grups creixents de lletres  | Murrialler             | Geomètric     |
| Logo-rallye             | Ignorància         | Aparts        | Permutacions per grups creixents de paraules | Upun dipia             | Pagès         |
| Vacil·lacions           | Pretèrit indefinit | Parequesis    | Hel·lenismes                                 | Antonímic              | Interjeccions |
| Precisions              | Present            | Espectral     | Conjunts                                     | Macarrònic             | Preciós       |
| El cantó subjectiu      | Pretèrit perfet    | Filosòfic     | Definidor                                    | Homofònic              | Inesperat     |
| Una altra subjectivitat | Pretèrit imperfet  | Apòstrofe     | Tannka                                       | Italianismes           |               |
| Relat                   | Decasíl·labs       | Poca-traça    | Versos lliures                               | Pal Zanglaysoos        |               |
| Composició de paraules  | Políptotons        | Desimbolt     | Translació                                   | Contra-pets            |               |

El llibre ha inspirat nombrosos contes i adaptacions, tant al teatre com al còmic o a la poesia visual. Ha estat traduït a nombroses llengües i en destaca la versió italiana d'Umberto Eco. En català el va publicar Quaderns Crema en traducció d'Annie Bats i Ramon Lladó (Quaderns Crema, 1989, ISBN 9788477270416).
Hi ha un llibre en català de Joan-Lluís Lluís, Xocolata desfeta, exercicis d'espill (La Magrana, 2010, ISBN 9788482640310) que usa la mateixa idea amb gran èxit.